# José Luis Álvarez Ustarroz
José Luis Álvarez Ustarroz (Majadahonda, 19 de octubre de 1987) es un abogado y político español miembro del Partido Popular, alcalde de Majadahonda desde el 15 de junio de 2019 hasta 2023..

## Biografía

### Primeros años y entrada en política
Nacido en Majadahonda el 19 de octubre de 1987 en el seno de una familia formada por sus padres y una hermana. Está casado y es padre de dos hijos.
Empezó cursando Ingeniería de Caminos, intentando seguir los pasos de su padre. Sin embargo, a los dos años dejó la ingeniería y empezó a estudiar Derecho. Es licenciado en Derecho por la Universidad Complutense de Madrid y tiene un Máster en Asesoría Fiscal por el Centro de Estudios Financieros (CEF).
Su actividad profesional ha estado centrada en el ejercicio de la abogacía, dirigiendo su propio despacho profesional. Ha sido director general de Juventud de la Comunidad de Madrid y director de Gabinete de Alcaldía del Ayuntamiento de Pozuelo de Alarcón.
En el Partido Popular ha ostentado diversos cargos, empezando por la organización juvenil de la formación, Nuevas Generaciones. Dentro de esta organización, a nivel nacional ha sido presidente del Comité de Derechos y Garantías. Por otro lado, a nivel regional consiguió ser vicesecretario General de NNGG Madrid y presidente del Comité de Ética. Mientras que a nivel local se hizo con el cargo de presidente de Nuevas Generaciones de Majadahonda. Además, también ha sido vocal de las juntas directivas Nacional y Regional del Partido Popular, y Vicesecretario de Organización del Partido Popular de Majadahonda.

### Elecciones a la Alcaldía de Majadahonda
El día 15 de marzo de 2019 fue designado candidato del Partido Popular a la Alcaldía de Majadahonda. Ya el 8 de mayo fue la presentación oficial de la candidatura completa con la que concurría a las elecciones municipales. Durante dicho acto estuvo arropado por los candidatos a la Asamblea de Madrid, David Pérez y Paloma Adrados.
Su candidatura fue la más votada en las elecciones municipales el 26 de mayo de 2019, consiguiendo para el Partido Popular 10 concejales de los 25 que forman el consistorio majariego y 12.021 votos (33,1%). El 15 de junio fue investido alcalde de Majadahonda con el apoyo de Vox, gracias a un pacto de gobernabilidad.

### Actualidad y ascenso en el Partido Popular
El 25 de septiembre de 2019 fue nombrado Presidente del Comité de Derechos y Garantías del Partido Popular de la Comunidad de Madrid.
El 7 de octubre de 2019 fue incluido por la dirección nacional del Partido Popular para formar parte de la lista de candidatura con la que el partido se presenta a las Elecciones Generales del 10 de noviembre de 2019 por la provincia de Madrid. Álvarez Ustarroz ocupó el número 33 de la lista encabezada por Pablo Casado y que cerraba el alcalde de Madrid, José Luis Martínez-Almeida.
El 9 de octubre de 2019 fue nombrado Secretario General del PP de Majadahonda, en sustitución de Alberto San Juan. En julio de 2020 se convirtió en presidente del PP de Majadahonda, en sustitución de Narciso de Foxá.